# Dodge Nitro
Dodge Nitro är en mellanklass-SUV från Dodge-divisionen hos Chrysler Corporation.
Den bygger till viss del på Jeep Cherokee som den delar bottenplatta med. Dock har Nitron annan hjulupphängning och styvare chassikomponenter. Den tillverkades åren 2007–2012 och fanns tillgänglig både på den europeiska och den amerikanska marknaden. Den interna koden för Dodge Nitro är "KA" och som jämförelse som kommer nästa generation Jeep Cherokee heta "KK". 
I bensinversionen har den en 4,0-liters motor Med SOCH kamaxlar (enkel överliggande kamaxel) och fyrventilsteknik (24V). Dieseln är försedd med partikelfilter (i Sverige miljöklass 2005) och motorn är en rak fyrcylindrig motor med CRD-teknik (Common Rail Diesel), fyrventilsteknik (16v) och DOCH (dubbla överliggande kamaxlar).